# ロンドングランプリ
ロンドングランプリ (London Grand Prix) は、イギリス・ロンドンで毎年開催される陸上競技大会。2010年以降ダイヤモンドリーグを構成する1大会である。近年の開催時期は7月または8月で、例年2日間にわたって競技が実施される。2012年までクリスタルパレスを会場として行われた。2013年はロンドンオリンピックのアニバーサリーゲームズとして開催され、クイーン・エリザベス・オリンピックパークのオリンピック・スタジアムが熱戦の舞台となった。1マイルレースのエムスリー・カー・マイルは1953年創設。日本ではロンドン国際、ダイヤモンドリーグ・ロンドン大会、DLロンドンなどとも表記される。

## 歴史
1985年からIAAFグランプリ、2003年からIAAFスーパーグランプリとして開催された。1マイルレースのエムスリー・カー・マイル (Emsley Carr Mile) は別大会だったが2008年から1レースに組み込まれている。2010年のIAAFダイヤモンドリーグ創設と同時に構成する1大会となった。2013年大会は英国大手小売業のセインズブリーズがパートナー契約を結び、ロンドンオリンピック1周年記念大会としてセインズブリーズアニバーサリーズゲームズ (Sainsbury's Anniversary Games) と銘打って開催された。
過去の大会で男子棒高跳のセルゲイ・ブブカらが世界新記録を樹立した。女子棒高跳のエレーナ・イシンバエワは2004年大会と2005年大会で世界記録を更新、2005年7月22日に女性で史上初めて5m00を成功した。また1986年大会男子5000mで瀬古利彦が13分24秒29、1988年大会では米重修一が13分22秒97の日本新記録を樹立した。
過去にロータリーウォッチズゲームズ (Rotary Watches International Games, 不詳 - 1979年) 、プジョータルボットゲームズ (Peugeot Talbot Games, 1980年 - 1988年) 、ロイヤルメールパーセルス・ゲームズ (Royal Mail Parcels Games, 1989年 - 1991年) 、IAAFグランプリファイナル (1993年) 、TSBゲームズ・ロンドングランプリ (TSB Games London Grand Prix, 1994年) 、KPゲームズロンドングランプリ (KP Games London Grand Prix, 1995年 - 1996年) 、CGU英国グランプリ (CGU British Grand Prix, 1999年 - 2001年) 、ノルウィッチユニオン英国グランプリ (Norwich Union British Grand Prix, 2002年 - 2003年) 、ノルウィッチユニオンロンドングランプリ (Norwich Union London Grand Prix, 2005年 - 2006年) 、ノルウィッチユニオンスーパーグランプリ (Norwich Union Super Grand Prix, 2007年) の名で開催された。2008年から英国大手保険会社アビバ がパートナーとなり、2012年までアヴィヴァロンドングランプリ (Aviva London Grand Prix) として行われた。
2013年1月24日、同年の大会開催会場をクリスタルパレスからオリンピック・スタジアムへ移転することが発表された。ロンドンオリンピックの実施会場を管理するロンドンレガシーデベロップメントコーポレーションは、オリンピック開催1周年に合わせた陸上競技会開催に関心を示していた。同年はアニバーサリーズゲームズとして3日間の日程で大会が開催された。2014年の開催地は英国陸上競技連盟委員長のエド・ワーナー (Ed Warner) によればクリスタルパレスへの回帰が除外され、コモンウェルスゲームズの陸上競技開催会場であるハムデン・パークか、ホース・ガーズ・パレードに一時的な設備を敷設するかが議論されたとされる。2015年はオリンピックスタジアムで開催された。

### エムスリー・カー・マイル
エムスリー・カー・マイルはニュース・オブ・ザ・ワールドの編集者を50年以上務め数々のスポーツ大会を後援したエムスリー・カー卿を記念し、その息子であるウィリアム・カー卿によって1953年に創設された男子1マイルレース。英国で最初に1マイル4分切りが達成されることを願って創設された。1953年のエリザベス2世戴冠式に用いられた聖書と同一の赤いモロッコ革で装丁された本に優勝者のサインと記録を記入する。1953年にホワイトシティ・スタジアムで第1回大会が行われ、ゴードン・ピリーが第1回の優勝者に輝いた。しかし史上初の4分切りはこの大会では生まれず、ロジャー・バニスターが1954年にオックスフォードの競技会で達成した。大会はその後も続けて開催された。1956年の大会でデレク・イボットソンが初めて4分切りを達成、後にセバスチャン・コー、スティーブ・オベット、ヒシャム・エルゲルージなど多くの優れたランナーたちが優勝した。

### 2013年

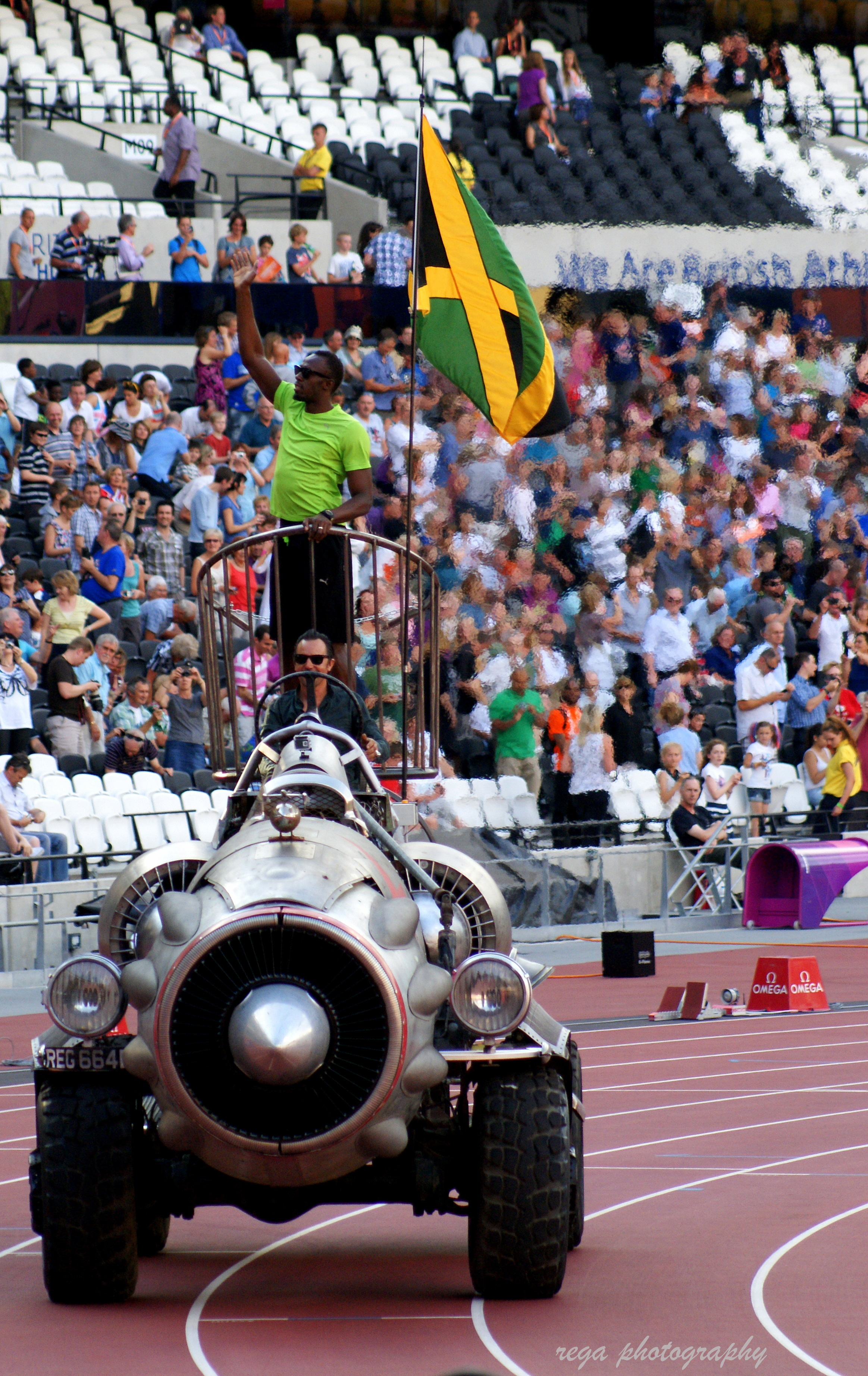
ウサイン・ボルトはロケット型自動車に乗って場内を周回し観客を沸かせた

2013年、大会はロンドンオリンピック1周年記念のセインズブリーズアニバーサリーズゲームズとして行われ、7月26日から28日まで3日間の日程でオリンピック・スタジアムを会場に行われた。26日・27日の両日はダイヤモンドリーグ、28日は障害者陸上競技の各種目が実施された。26日・27日ともに60,000人の観客がスタジアムを訪れた。女子100m決勝ではブレッシング・オカグバレが10秒79のアフリカ新記録を樹立して優勝した。その他2013年大会では男子4×100mリレーのレーサーズトラッククラブ (37秒75) 、男子3000mSCのブリミン・キプルト (8分06秒86) 、女子100mのシェリー＝アン・フレーザー＝プライス (10秒77・予選) 、女子800mのブレンダ・マルティネス (1分58秒19) 、女子砲丸投のバレリー・アダムス (20m90) が大会新記録を樹立した。26日の男子走高跳で優勝を決めたボーダン・ボンダレンコはハビエル・ソトマヨルの世界記録を更新する2m47に挑戦した。27日に行われた男子棒高跳のルノー・ラビレニは大会新記録となる6m02で優勝を決めた後、セルゲイ・ブブカの世界記録を超える6m16に挑んだ。

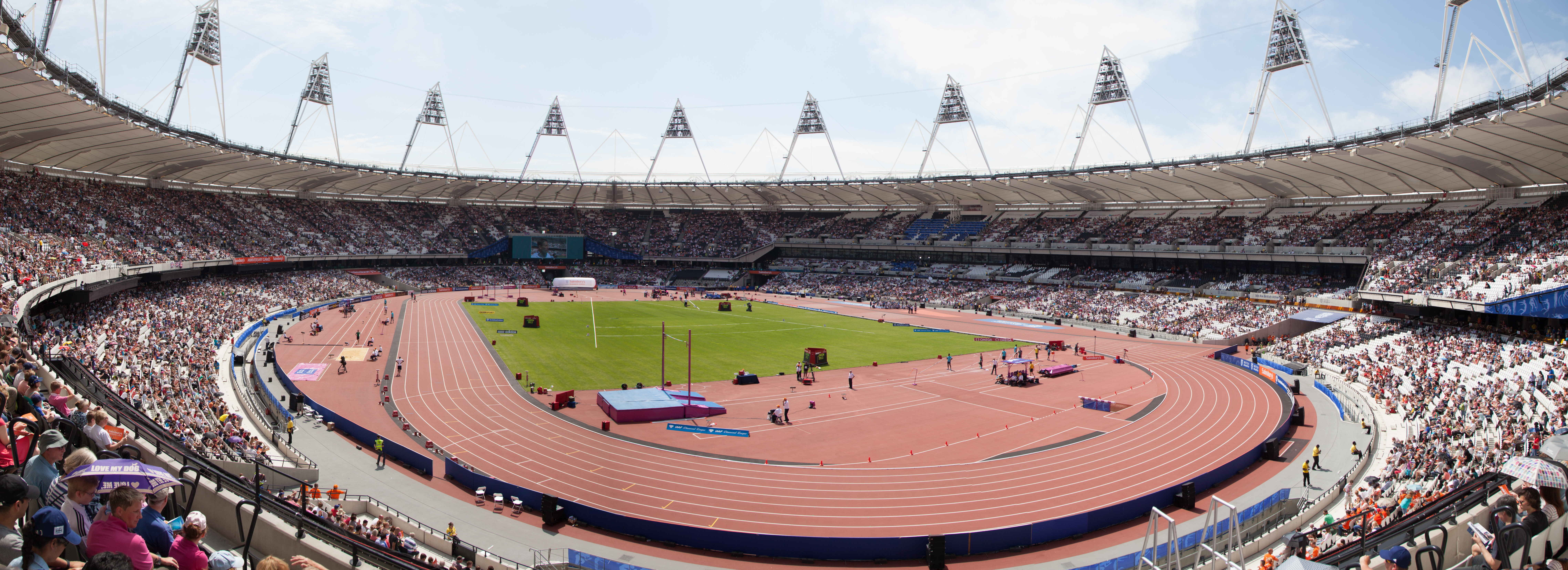
大会2日目（27日）のオリンピックスタジアム
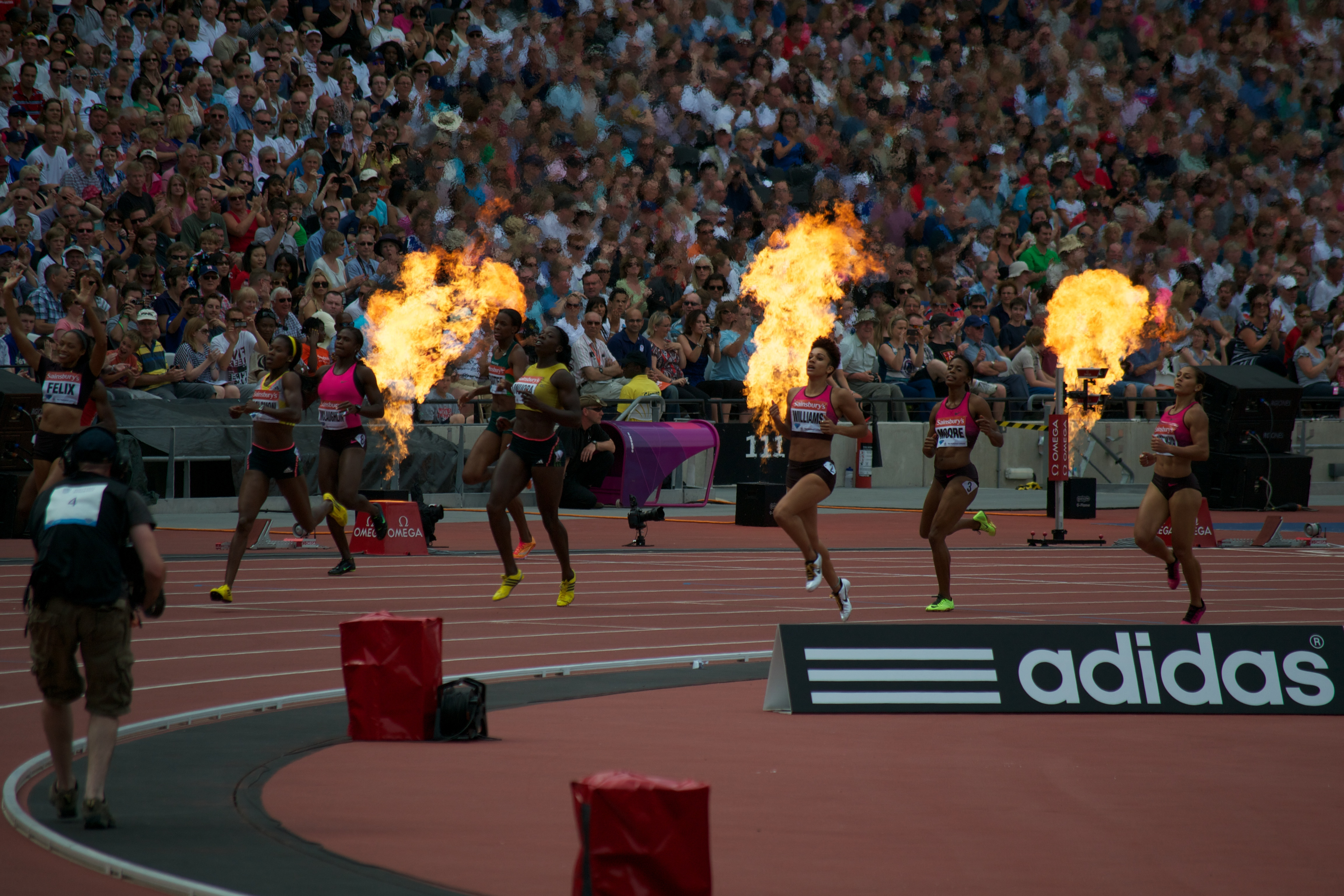
2013年女子200mはアリソン・フェリックス（左端）が22秒41の記録で優勝した
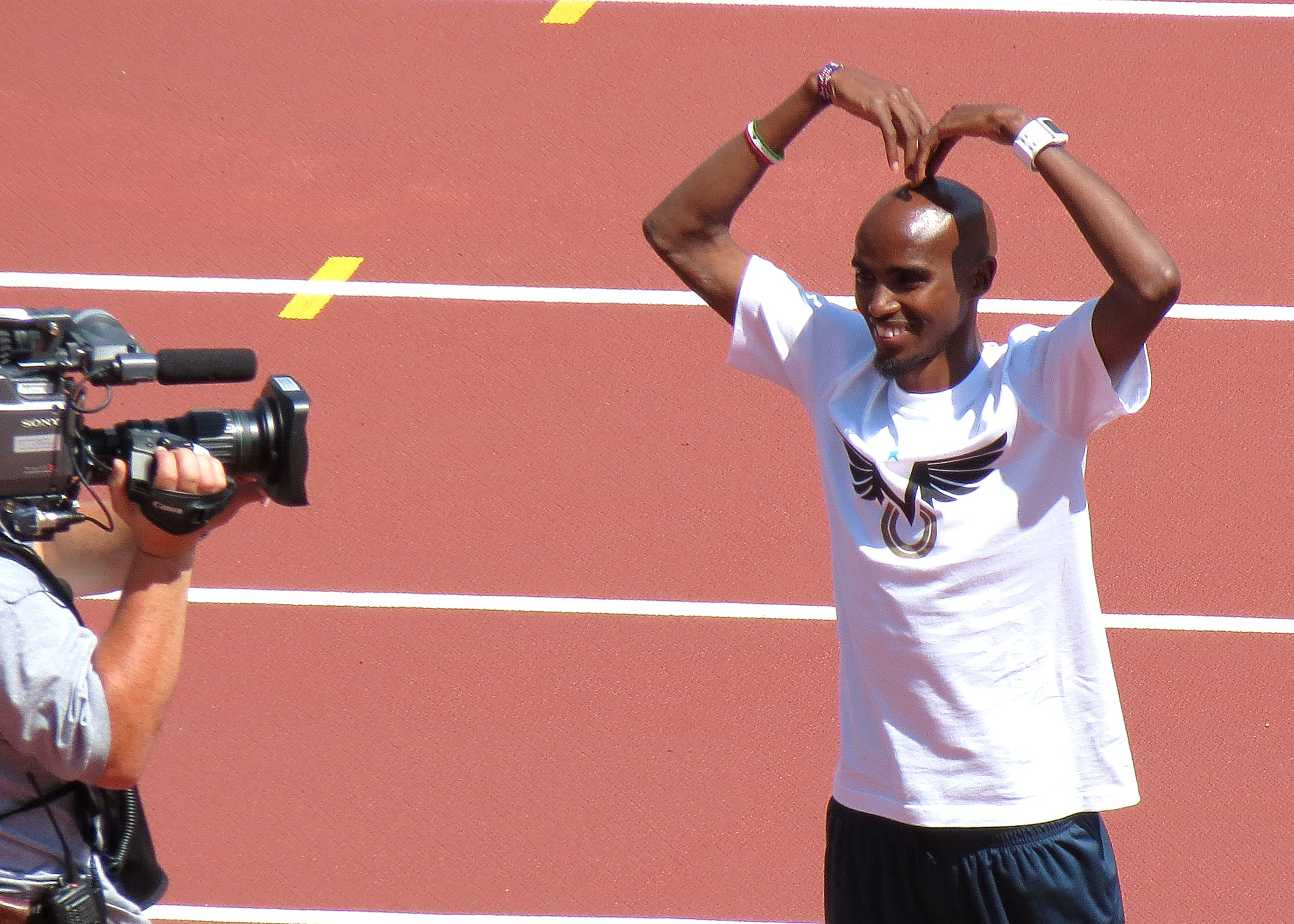
モハメド・ファラーおなじみのモボットポーズ (Mobot Pose)

## 世界記録
| 年月日        | 選手                   | 種目         | 記録      |
| ------------- | ---------------------- | ------------ | --------- |
| 1984年7月13日 | セルゲイ・ブブカ       | 棒高跳       | 5m90      |
| 1986年7月11日 | マリチカ・プイカ       | 2000m        | 5分28秒69 |
| 2004年7月30日 | エレーナ・イシンバエワ | 棒高跳       | 4m90      |
| 2005年7月22日 | エレーナ・イシンバエワ | 棒高跳       | 5m00      |
| 2016年7月22日 | ケンドラ・ハリソン     | 100mハードル | 12秒20    |
| [ 26 ]        |                        |              |           |

## 大会記録

### 男子
| 種目         | 記録         | 選手                                                                                        | 国籍             | 年月日        |        | 映像 |
| ------------ | ------------ | ------------------------------------------------------------------------------------------- | ---------------- | ------------- | ------ | ---- |
| 100m         | 9.78 (-0.4)  | タイソン・ゲイ                                                                              | アメリカ合衆国   | 2010年8月13日 | [ 27 ] |      |
| 200m         | 19.47 (+1.6) | ノア・ライルズ                                                                              | アメリカ合衆国   | 2023年7月23日 |        |      |
| 400m         | 43.74        | マシュー・ハドソン・スミス                                                                  | イギリス         | 2024年7月20日 |        |      |
| 800m         | 1:42.05      | Emmanuel Kipkurui Korir                                                                     | ケニア           | 2018年7月22日 |        |      |
| 1000m        | 2:14.51      | アブディ・ビレ                                                                              | ソマリア         | 1989年7月14日 | [ 28 ] |      |
| 1マイル      | 3:45.96      | ヒシャム・エルゲルージ                                                                      | モロッコ         | 2000年8月5日  | [ 29 ] |      |
| 3000m        | 7:29.7       | ハイレ・ゲブレセラシエ                                                                      | エチオピア       | 1999年8月7日  | [ 30 ] |      |
| 10000m       | 27:20.38     | アロイス・ニジガマ                                                                          | ブルンジ         | 1995年7月7日  | [ 28 ] |      |
| 110mハードル | 12.93 (+0.6) | アリエス・メリット                                                                          | アメリカ合衆国   | 2012年7月13日 | [ 31 ] |      |
| 400mハードル | 47.13        | カールステン・ウォーホーム                                                                  | ノルウェー       | 2019年7月20日 |        |      |
| 3000mSC      | 8:06.86      | ブリミン・キプルト                                                                          | ケニア           | 2013年7月27日 | [ 32 ] |      |
| 走高跳       | 2m41         | ハビエル・ソトマヨル                                                                        | キューバ         | 1994年7月15日 | [ 33 ] |      |
| 棒高跳       | 6m03         | ルノー・ラビレニ                                                                            | フランス         | 2015年7月25日 |        |      |
| 走幅跳       | 8m58 (+0.2)  | ルヴォ・マニョンガ                                                                          | 南アフリカ共和国 | 2018年7月22日 |        |      |
| 三段跳       | 17m78 (+0.6) | クリスチャン・テイラー                                                                      | アメリカ合衆国   | 2016年7月22日 |        |      |
| 砲丸投       | 22m43        | リース・ホッファ                                                                            | アメリカ合衆国   | 2007年8月3日  | [ 28 ] |      |
| 円盤投       | 67m82        | ゲルド・カンテル                                                                            | エストニア       | 2010年8月14日 | [ 34 ] |      |
| ハンマー投   | 85m60        | ユーリ・セディフ                                                                            | ソビエト連邦     | 1984年7月13日 | [ 28 ] |      |
| やり投       | 90m81        | スティーブ・バックリー                                                                      | イギリス         | 2001年7月22日 | [ 28 ] |      |
| 4×100mリレー | 37.61        | チジンドゥ・ウジャー ツァーネル・ヒューズ アダム・ジェミリ ネサニエル・ミッチェル・ブレーク | イギリス         | 2018年7月22日 |        |      |

### 女子
| 種目         | 記録         | 選手                                    | 国籍             | 年月日                      |        | 映像 |
| ------------ | ------------ | --------------------------------------- | ---------------- | --------------------------- | ------ | ---- |
| 100m         | 10.77 (+0.7) | シェリー＝アン・フレーザー＝プライス    | ジャマイカ       | 2013年7月27日               | [ 35 ] |      |
| 200m         | 22.10 (-0.3) | エレイン・トンプソン                    | ジャマイカ       | 2015年7月25日               | [ 36 ] |      |
| 400m         | 49.05        | サーニャ・リチャーズ                    | アメリカ合衆国   | 2006年7月28日               | [ 37 ] |      |
| 800m         | 1:58.19      | ブレンダ・マルティネス                  | アメリカ合衆国   | 2013年7月26日               | [ 38 ] |      |
| 1500m        | 3:57.49      | ローラ・ミュラー                        | ドイツ           | 2016年7月22日               |        |      |
| 3000m        | 8:21.64      | ソニア・オサリバン                      | アイルランド     | 1994年7月15日               | [ 39 ] |      |
| 5000m        | 14:33.65     | ベルハネ・アデレ ティルネシュ・ディババ | エチオピア       | 2002年8月23日 2009年7月25日 | [ 28 ] |      |
| 100mハードル | 12.20 (+0.3) | ケンドラ・ハリソン                      | アメリカ合衆国   | 2016年7月22日               |        |      |
| 400mハードル | 51.30        | フェムケ・ボル                          | オランダ         | 2024年7月20日               |        |      |
| 3000mSC      | 9:10.64      | Hiwot Ayalew                            | エチオピア       | 2014年7月12日               | [ 40 ] |      |
| 走高跳       | 2m05         | カイサ・ベリークヴィスト                | スウェーデン     | 2006年7月28日               | [ 28 ] |      |
| 棒高跳       | 5m00         | エレーナ・イシンバエワ                  | ロシア           | 2005年7月22日               | [ 41 ] |      |
| 走幅跳       | 7m01 (+0.8)  | ティアナ・バートレッタ                  | アメリカ合衆国   | 2017年7月9日                |        |      |
| 三段跳       | 15m27 (+1.2) | ヤミレ・アルダマ                        | スーダン         | 2003年8月8日                | [ 42 ] |      |
| 砲丸投       | 20m90        | バレリー・アダムス                      | ニュージーランド | 2013年7月27日               | [ 43 ] |      |
| 円盤投       | 69m94        | サンドラ・ペルコヴィッチ                | クロアチア       | 2016年7月23日               |        |      |
| やり投       | 68m26        | バルボラ・シュポタコバ                  | チェコ           | 2017年7月9日                |        |      |
| 4×100mリレー | 41.81        | イギリスチームA                         | イギリス         | 2016年7月22日               |        |      |